# بی‌اس‌آی‌ام
بی‌اس‌آی‌ام (مدل آی‌جیی‌فت کانال‌کوتاه برکلی (به انگلیسی: Berkeley Short-channel IGFET Model))(اختصاری BSIM) به خانواده ای از مدل‌های ترانزیستور ماسفت برای طراحی مدار مجتمع اشاره دارد. همچنین به گروه بی‌اس‌آی‌ام واقع در دپارتمان مهندسی برق و علوم کامپیوتر (EECS) در دانشگاه کالیفرنیا، برکلی، اشاره دارد که این مدل‌ها را توسعه می‌دهد. مدل‌های دقیق ترانزیستور برای شبیه‌سازی مدارهای الکترونیکی مورد نیاز است که به نوبه خود برای طراحی مدار مجتمع مورد نیاز است. با کوچک‌تر شدن افزاره‌ها در هر نسل فرآیندی (به قانون مُور مراجعه کنید)، مدل‌های جدیدی برای انعکاس دقیق رفتار ترانزیستور مورد نیاز است.
شبیه‌سازهای تجاری و صنعتی آنالوگ (مانند اسپایس) با پیشرفت فناوری و نادرست شدن مدل‌های قبلی، بسیاری از مدل‌های افزاره‌های دیگر را اضافه کرده‌اند. برای استانداردسازی این مدل‌ها به‌گونه‌ای که مجموعه‌ای از پارامترهای مدل ممکن است در شبیه‌سازهای مختلف استفاده شود، یک گروه کاری صنعتی به نام ائتلاف مدل فشرده برای انتخاب، حفظ و ترویج استفاده از مدل‌های استاندارد تشکیل شد. مدل‌های بی‌اس‌آی‌ام که در دانشگاه برکلی توسعه یافته‌اند، یکی از این استانداردها هستند. مدل‌های دیگر پشتیبانی شده توسط این انجمن عبارتند بایگانی‌شده  در ۲۰۱۴-۱۲-۲۸ توسط Wayback Machine پی‌اس‌پی، هایسیوم، و مِکسترام.

## مدل‌های بی‌اس‌آی‌ام
مدل‌های ترانزیستور توسعه‌یافته و در حال حاضر توسط دانشگاه برکلی نگهداری می‌شوند:
- بی‌اس‌آی‌ام-سی‌ام‌جیی (چندگِیتی مشترک)،[۳]
- بی‌اس‌آی‌ام-آی‌ام‌جیی (چندگِیتی مستقل)،[۴] تنها مدل منتشر شده بدون کُدمنبع (که انتشار آن برای ۱۳ ژوئیه ۲۰۲۱ پیش‌بینی شده است)
- بی‌اس‌آی‌ام-اس‌اوآی (سیلیکون روی عایق)،[۵]
- بی‌اس‌آی‌ام-بالک،[۶] سابقاً بی‌اس‌آی‌ام۶،
- بی‌اس‌آی‌ام۴،[۷] برای گره‌های ۰٫۱۳ میکرومتر تا ۲۰ نانومتری استفاده شد،
- بی‌اس‌آی‌ام۳،[۸] همتای‌پیشین بی‌اس‌آی‌ام۴.

نسخه‌های اصلی مدل‌های بی‌اس‌آی‌ام به زبان برنامه‌نویسی سی نوشته شده‌اند. تمام نسخه‌های جدیدتر مدل‌ها، به جز بی‌اس‌آی‌ام۴ و بی‌اس‌آی‌ام۳، فقط وریلاگ-ای را پشتیبانی می‌کنند. به عنوان مثال، آخرین نسخه بی‌اس‌آی‌ام-اس‌اوآی که از سی پشتیبانی می‌کرد، نسخه بی‌اس‌آی‌ام-اس‌اوآی‌وی۴٫۴ بود.